# Hesperotychus aspersus
Hesperotychus aspersus är en skalbaggsart som beskrevs av Schuster och Marsh 1958. Hesperotychus aspersus ingår i släktet Hesperotychus och familjen kortvingar. Inga underarter finns listade i Catalogue of Life.